# Studioalbum
Een studioalbum is een verzameling van in de studio opgenomen nummers van een artiest. Normaal gesproken gaat het om nummers die (in die uitvoering) niet eerder zijn uitgebracht, behalve als single.
Normaal gesproken staan er geen live-opnamen en remixen op, en zo wel, dan maken deze nummers niet het grootste deel van het album uit en worden ze vaak bonusnummers (Engels: bonustracks) genoemd. Door de voorbereide en zorgvuldige aard van studioalbums kunnen er verschillende specialiteiten en productietechnieken op worden gebruikt, zoals segues, geluidseffecten, readymades en medewerking van orkesten.
In de muziekindustrie zijn studioalbums tegengesteld aan verzamelalbums en livealbums. Studioalbums worden over het algemeen gezien als authentiek en kwalitatief, omdat het meestal origineel materiaal bevat. Meestal zijn het de bestverkopende albums - in het Verenigd Koninkrijk bijvoorbeeld, zijn 18 van de 24 albums die meer dan 2,5 miljoen exemplaren verkocht hebben studioalbums.
In de klassieke muziek verschillen studioalbums van liveopnamen doordat ze vaak het resultaat van meerdere aanpassingen zijn. Dit gebeurt vaak, en in oudere, analoge opnamen zijn aanpassingen vaak erg duidelijk hoorbaar als ze naar digitale media wordt overgedragen.